# キミと歯のうた
「キミと歯のうた」（キミとはのうた）は、2020年8月 - 9月に、NHKの音楽番組『みんなのうた』で放送された曲。作詞・作曲：平山カンタロウ、編曲：Shinpei、歌：平山カンタロウ。

## 概要
長崎県出身の歌手、平山カンタロウのメジャーデビューシングルとして2020/8/5 デジタル配信開始。2020/8/12 DREAMUSICよりシングルCDリリース。2020/9/3 日本小児歯科学会の推薦曲となる。2021/3/3に絵本化決定。